# Feldthurns
Feldthurns ([fɛlˈtʊrns]; italienisch Velturno) ist eine italienische Gemeinde mit 3083 Einwohnern (Stand 31. Dezember 2023) im mittleren Eisacktal in Südtirol und liegt circa acht Kilometer südlich von Brixen.

## Geschichte
Feldthurns wird im Traditionsbuch des Hochstifts Brixen in einer urkundlichen Aufzeichnung aus der Zeit zwischen 985 und 993 als Velturnes erstmals schriftlich erwähnt. Um 1065 entstand wahrscheinlich auch die Urpfarre Feldthurns, wobei hierfür schriftliche Belege fehlen. Erstmals bestätigt wird diese Pfarre im Jahre 1170, als in einer Urkunde ein „Pfarrer Herrant“ genannt wird.
1241 übergab Bischof Egno von Brixen den Besitz über den Ort an das Domkapitel zu Brixen.
Wie bei Mutterpfarren üblich, entwickelte sich entsprechend der religiösen Verwaltungszentrale auch ein wirtschaftliches und finanzielles Zentrum:
1288 finden sich in Urkunden erste Aufzeichnungen von einem Richter in Feldthurns. Wahrscheinlich unterstand das Gericht dem Brixener Domkapitel, wurde aber bereits 1330 als Gericht des Tiroler Landesfürsten bezeichnet. Nachdem es oftmals den Besitzer gewechselt hatte, verkaufte 1497 Kaiser Maximilian I. das Gericht dann wiederum dem Bistum Brixen. Das Gerichtsgebäude war neben dem Schloss Feldthurns positioniert. 1803, infolge der Säkularisierung des Bistums Brixen, kam es wieder zum Tiroler Landesherrn und wurde 1806 von der bayrischen Verwaltung dem Landgericht Klausen angeschlossen.

## Geografie

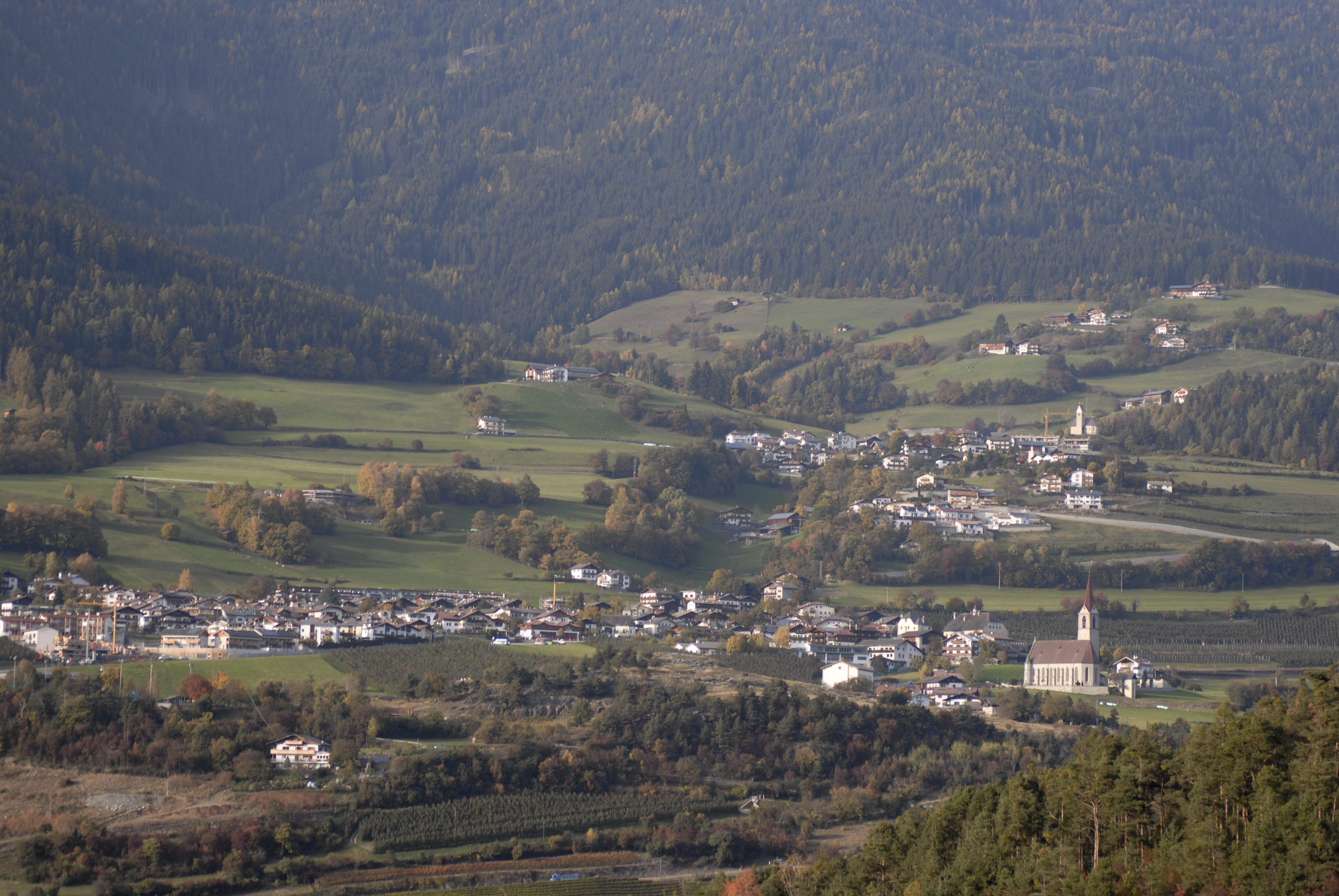
Feldthurns von der gegenüberliegenden Talseite aus gesehen

Feldthurns liegt im Eisacktal zwischen zwei Stadtgemeinden, Brixen im Norden und Klausen im Süden. Das Gemeindegebiet erstreckt sich auf der orographisch rechten, westlichen Talseite vom Eisack in der Talsohle bis zu den Gipfeln der Sarntaler Alpen hinauf. Der Hauptort Feldthurns (auch Dorf genannt) befindet sich auf einer südostexponierten Mittelgebirgsterrasse auf 850 m Höhe. Daneben umfasst das Siedlungsgebiet mehrere weitere kleine Ortschaften, Weiler und Einzelhöfe, die sich um den Hauptort gruppieren und Höhenlagen zwischen 550 und 1350 m einnehmen. Unter diesen stellen Garn (1200 m), Schnauders (1000 m), Schrambach (600 m) und Tschiffnon (850 m) die größten Siedlungskerne dar. Seinen höchsten Punkt findet Feldthurns am Gipfel der den Radlsee überragenden Königsangerspitze auf 2439 m.

## Ortsname
Der Ursprung des Ortsnamens könnte im antiken Rätischen zu suchen sein, möglicherweise in Personennamen wie Velturna oder Φelzuries.

## Politik
Nachdem Feldthurns 1929 der Gemeinde Klausen zugeordnet worden war, wurde es 1960 wieder zu einer eigenständigen Gemeinde erhoben.
Bürgermeister seit 1961:
- Michael Gamper: 1961–1974
- Anton Dorfmann: 1974–2005
- Herbert Dorfmann: 2005–2009
- Konrad Messner: 2009–2025
- Patrick Delueg: seit 2025

## Bevölkerung
Feldthurns ist gemäß den erhobenen Sprachgruppenzugehörigkeitserklärungen bzw. Sprachgruppenzuordnungserklärungen eine mehrheitlich deutschsprachige Gemeinde. Als Berechnungsgrundlage der folgenden Prozentwerte wurden die gültigen Erklärungen von Personen mit italienischer Staatsbürgerschaft herangezogen.
| Sprache     | 1981    | 1991    | 2001    | 2011    | 2024    |
| ----------- | ------- | ------- | ------- | ------- | ------- |
| Deutsch     | 99,06 % | 98,75 % | 98,56 % | 98,33 % | 98,02 % |
| Italienisch | 0,69 %  | 0,89 %  | 0,89 %  | 0,91 %  | 1,60 %  |
| Ladinisch   | 0,25 %  | 0,36 %  | 0,55 %  | 0,76 %  | 0,38 %  |

## Bildung
In der Gemeinde bestehen zwei Grundschulen für die deutsche Sprachgruppe, nämlich im Hauptort Feldthurns und in Garn.

## Kultur und Sehenswürdigkeiten

### Bauwerke

#### Schloss Velthurns
Das Schloss Velthurns ist ein historisches Baudenkmal. Es entstand um 1580 als Sommerresidenz für den Brixner Fürstbischof Johann Thomas von Spaur.
Als sehenswert gelten Vertäfelungen, Einlegearbeiten, geschnitzte Portale und Holzdecken, Arbeiten, die zu den bedeutendsten Kunstschreinereien der Renaissance im süddeutschen Raum zählen.
Als bestes Werk gilt die vergoldete Kassettendecke im Fürstenzimmer mit ihrer feinen Intarsiatur. Dem Schloss war einst auch eine Voliere angeschlossen, die zudem als Hirschgarten diente. Bis zur Säkularisation um 1803 war das Schloss Sommersitz der Bischöfe von Brixen. Danach war es kaiserlicher Besitz, ging später in private Hände über und wurde schließlich von Johannes II., dem Fürsten von und zu Liechtenstein, der Stadt Bozen geschenkt. Am 18. Juni 1978 ging es in den Besitz des Landes Südtirol über.
Im Erdgeschoss beherbergt das Schloss ein Heimatmuseum und ein archäologisches Museum.

#### Pfarrkirche zu Mariä Himmelfahrt

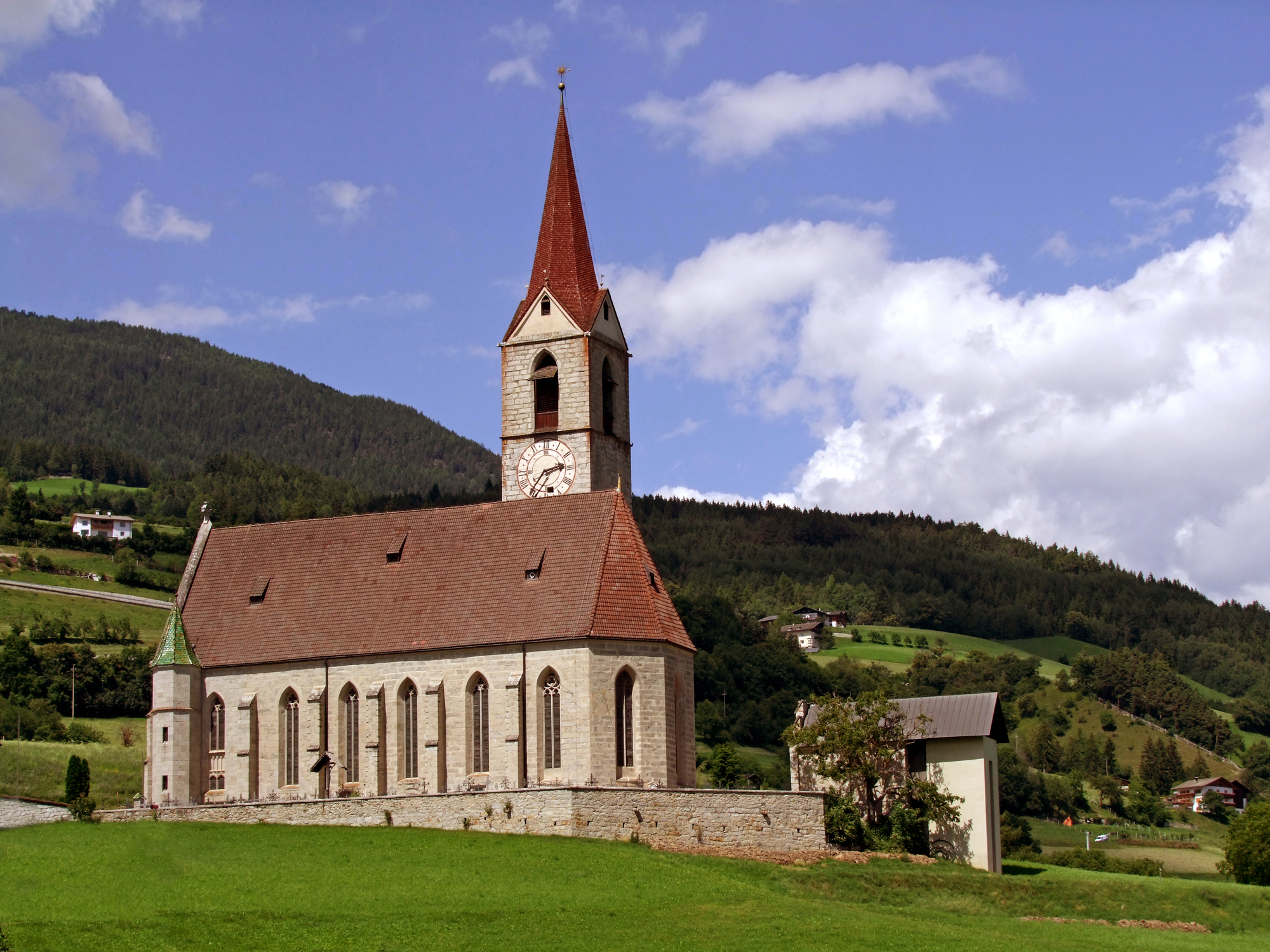
Pfarrkirche Mariä Himmelfahrt

Die Entstehung der Urpfarre wird um das Jahr 1065 vermutet, wobei schriftliche Belege hierfür fehlen. Erstmals bestätigt ist die Pfarrei im Jahr 1170 durch die Nennung eines Pfarrers namens Herrant.
Die Pfarrkirche Maria Himmelfahrt in Feldthurns hat ihren Ursprung in einer kleinen romanischen Marienkapelle, die im 12. Jahrhundert in der Nähe des Pflegerbühels errichtet wurde.
Im 14. Jahrhundert wurde die Kapelle erweitert und ausgemalt. Die frühgotische Kirche wurde jedoch im Laufe der Zeit zu klein, was zur Errichtung des heutigen Priesterchors gegen Ende des 15. Jahrhunderts führte. Dieser wurde 1499 geweiht. Der Bau des Kirchenschiffs begann möglicherweise bereits im Jahr 1401, wurde jedoch erst 1515 geweiht. Der Baumeister dieser Erweiterung war Matthias Punter aus Vahrn.
Aufgrund des stetigen Bevölkerungswachstums erwies sich die Kirche erneut als zu klein, und von 1894 bis 1898 erfolgte eine Vergrößerung durch Pfarrer Josef Telser. Der renommierte Architekt Anton Weber aus Wien, dem die oberste Denkmalbehörde vertraute, entwarf die Pläne für die Erweiterung, die dann vom Baumeister J. Unterpertiger aus Vintl umgesetzt wurden. Diese Erweiterung fügte sich hervorragend in den edlen spätgotischen Baubestand ein. Die neue Kirche wurde von Bischof Valussi aus Trient eingeweiht.
Der Hochaltar ist eine neugotische Schnitzarbeit, entworfen von Anton Weber und ausgeführt von einem Künstler aus Klausen. Das Mittelstück des Hochaltars ist eine hochgotische Madonna mit Kind, im Volksmund als "Rosenkranzmuttergottes" bekannt. Sie stammt aus der ersten Hälfte des 15. Jahrhunderts und wird vermutlich der Schule von Meister Leonhard aus Brixen zugeordnet.
Die Pfarrkirche wird heute als der schönste gotische Bau in der Umgebung betrachtet und hat Abmessungen von 32,5 m Länge, 10,5 m Breite und 14 m Höhe.
Der Kirchturm wurde zwischen 1502 und 1570 errichtet und besteht aus massiven Granitquadern. In seinem Inneren befinden sich sieben Glocken, wobei die größte davon im Jahr 1521 von Peter & Gregor Löffler gegossen wurde und ein Gewicht von 2500 kg trägt. Die anderen Glocken stammen aus dem Jahr 1925 und wurden von Francesco d'Adda gegossen. Stimmung der Glocken: d′ e′ fis′ a′ h′ (d″). Die 6. Glocke wird nur beim „Auflaitn“ verwendet, aber nicht im Plenum! Das elektrische Geläut wurde im Jahr 1958 installiert und geht auf die Initiative von Pfarrer Georg Michaeler zurück.
Die Orgel, ein Werk der Firma Mauracher (op. 54) aus Salzburg aus dem Jahr 1898, wurde vom damaligen Besitzer von Schloss Velthurns, Fürstbischof Johannes II. von und zu Liechtenstein, gestiftet. Mit 16 Registern und einer mechanischen Traktur mit Kegellade gehört sie zu den bemerkenswerten Instrumenten. Einige der Pfeifen stammen aus einer älteren Orgel von Franz Reinisch. Die Stimmtonhöhe beträgt 439 Hz bei 15 °C. Eine Restaurierung wurde im Jahr 2005 von Oswald Kaufmann durchgeführt.

#### St.-Laurentius-Kirche
Überall, wo in Südtirol Kirchen dem heiligen Laurentius geweiht sind, können wir sicher sein, dass sie ein hohes Alter aufweisen. Die Kirche wurde zwischen 1286 und 1295 erbaut und um das Jahr 1400 erweitert.
Unter dem Dach der einst flach gedeckten Kirche haben sich Reste spätromanischer Fresken von hoher Qualität erhalten. Die Architekturdetails lassen vermuten, dass Szenen aus dem Leben des Kirchenpatrons Laurentius an den Innenwänden im Norden und Süden der Kirche gemalt wurden.
Der Turm wurde erst im 16. Jahrhundert hinzugefügt. Aufgrund unzureichender Fundierung weist er heute eine deutliche Neigung auf.
Das Prunkstück der Kirche ist der Hochaltar von 1681, eine herausragende Arbeit des Frühbarocks. Das Giebelbild zeigt den heiligen Laurentius in der prachtvollen Malweise der Kessler-Werkstatt. Die zentrale Figur des heiligen Laurentius stammt aus der Kirche von Laas im Südtiroler Unterland und ist ein hervorragendes Beispiel des sogenannten Donaustils, einer Kunstrichtung um 1520, die im Land beeindruckende Beispiele hinterlassen hat.
Im Jahr 1998 stiftete Pater Georg Gamper SJ einen Volksaltar, der von Hartmut Hintner aus St. Martin gefertigt und am Patroziniumsfest am 10. August 1998 geweiht wurde.
2020 wurde die Kirche generalsaniert, trockengelegt, verputzt und erhielt ein neues Schindeldach sowie eine neue Lautsprecheranlage. Der Festgottesdienst zur Einweihung der restaurierten Kirche fand am Patroziniumstag, dem 10. August 2021 statt.

#### Weitere Kirchen
- St. Anton im Moos
- St. Georg in Schnauders
- St. Peter in Schrambach
- St. Florian in der Klamm
- St. Andreas in Garn
- St. Sebastian im Lottersack (Unteregarter-Hof)

### Abgegangene Burgen
Historischen Untersuchungen zufolge sollen die ersten Edlen von „Velthurns“ in der Gegend des heutigen Schrambach eine Burg besessen haben, von der jedoch nichts mehr erhalten ist. Nachgewiesen werden kann aber eine Burg namens „Ziern“ auf dem Pflegerbühel. Sie gehörte den um 1112 auftauchenden „Herren von Velthurns“.

### Archeoparc Feldthurns
Feldthurns ist eine archäologische Fundstelle. Daher wurde in der Tanzgasse im Ortszentrum der „Archeoparc“ errichtet.
Die Wanderungen, die am kupferzeitlichen Kultplatz beginnen, führen durch alle Epochen der Ur- und Frühgeschichte, durch die Mittel- und Jungsteinzeit, die Metallzeiten, die Römer- und die Völkerwanderungszeit. Einiges konnte ausgegraben und untersucht werden, anderes ist durch Unachtsamkeit für immer verloren, und vieles liegt noch unter der Erde.
Der kupferzeitliche Kultplatz besteht aus großen, oft unbehauenen Steinen, einer figürlichen Steinstele und einem beschädigten Menhir (der Menhir mit den Abbildungen von Beil, Dolch und vielleicht einem Bogen, lag in einer Schotterung). Die Spuren der Beschädigung lassen den Schluss zu, dass er schon in der Kupferzeit zerstört wurde.
Die „Tanzgasse“ wurde über Jahrtausende – von der Jungsteinzeit bis in das Mittelalter – immer wieder vom Menschen genutzt. Das Areal ist noch nicht zur Gänze ausgegraben.

### Vereine
Der Kirchenchor von Feldthurns besteht seit 1544.
Die Musikkapelle Feldthurns wurde im 19. Jahrhundert gegründet.
Außerdem gibt es in Feldthurns die Freiwillige Feuerwehr und verschiedene Sportvereine.

## Persönlichkeiten

### Söhne und Töchter der Gemeinde
- Josef Bacher (1864–1935), Kurat, Sprachwissenschaftler, Autor des Buches Die deutsche Sprachinsel Lusern, 1905
- Franz Dorfmann (1864–1931), Priester und Politiker, Mitglied des Abgeordnetenhauses 1907–1909[12]
- Peter Sellemond (1884–1942), Bildhauer und Schnitzer

### Mit der Gemeinde verbundene Persönlichkeiten
- Herbert Dorfmann (* 1969), Agronom und Politiker (SVP), Mitglied des Europäischen Parlaments seit 2009
- Christa Gietl (* 1977), Naturbahnrodlerin
- Karin Oberhofer (* 1985),  Biathletin